# Symplocos tinctoria
Symplocos tinctoria är en tvåhjärtbladig växtart som först beskrevs av Carl von Linné, och fick sitt nu gällande namn av L. Symplocos tinctoria ingår i släktet Symplocos och familjen Symplocaceae. Inga underarter finns listade i Catalogue of Life.

## Bildgalleri

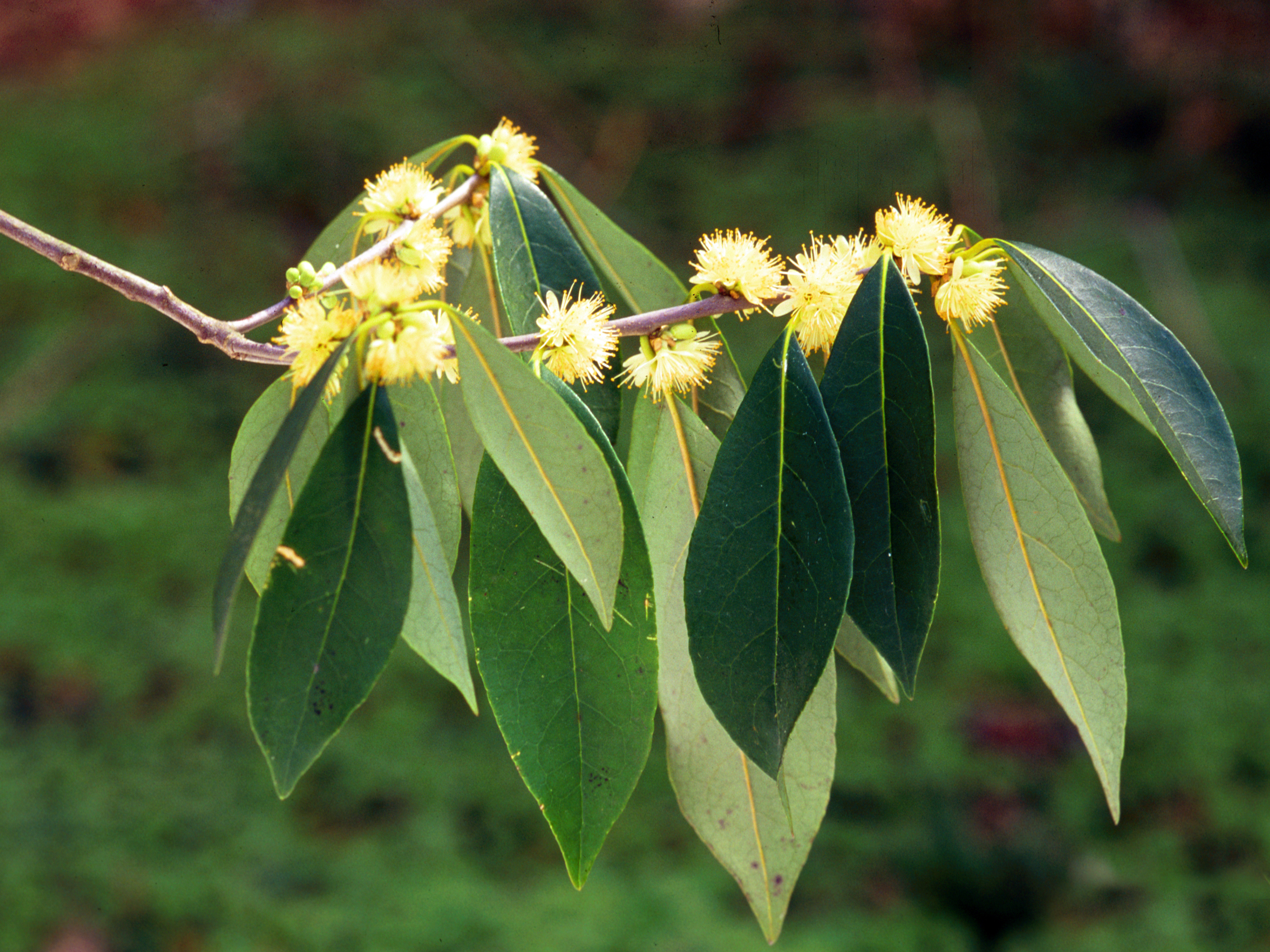
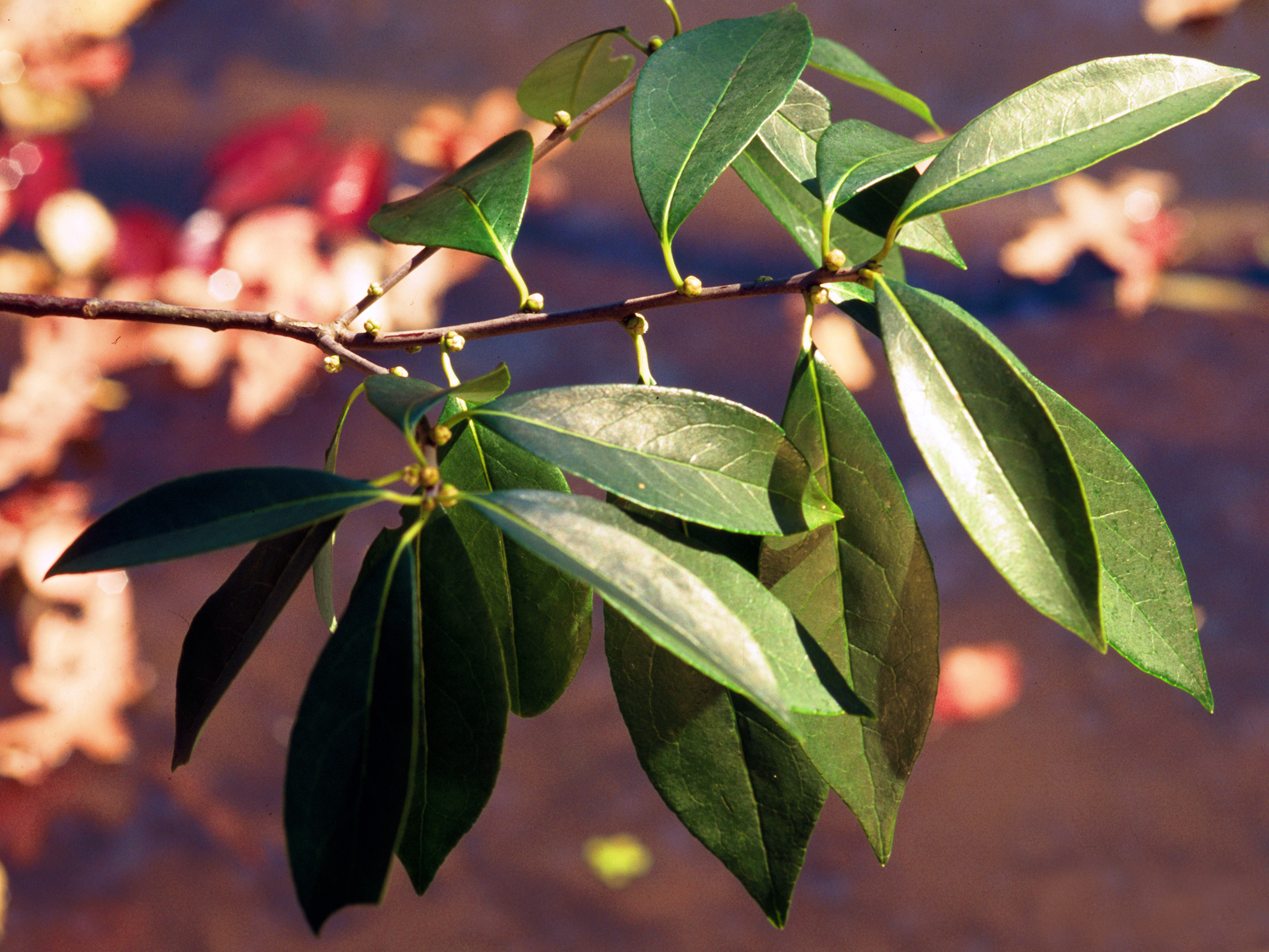
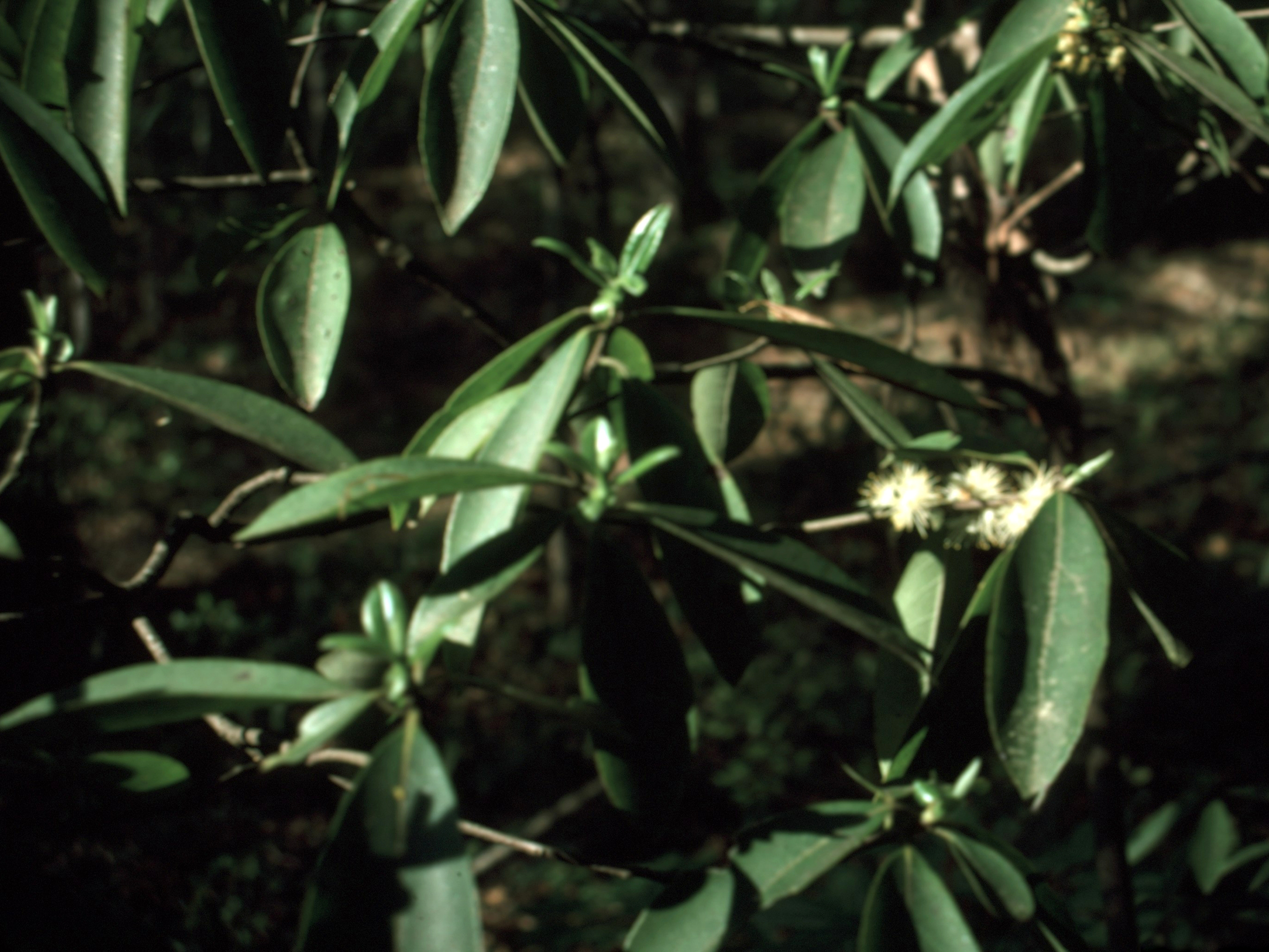
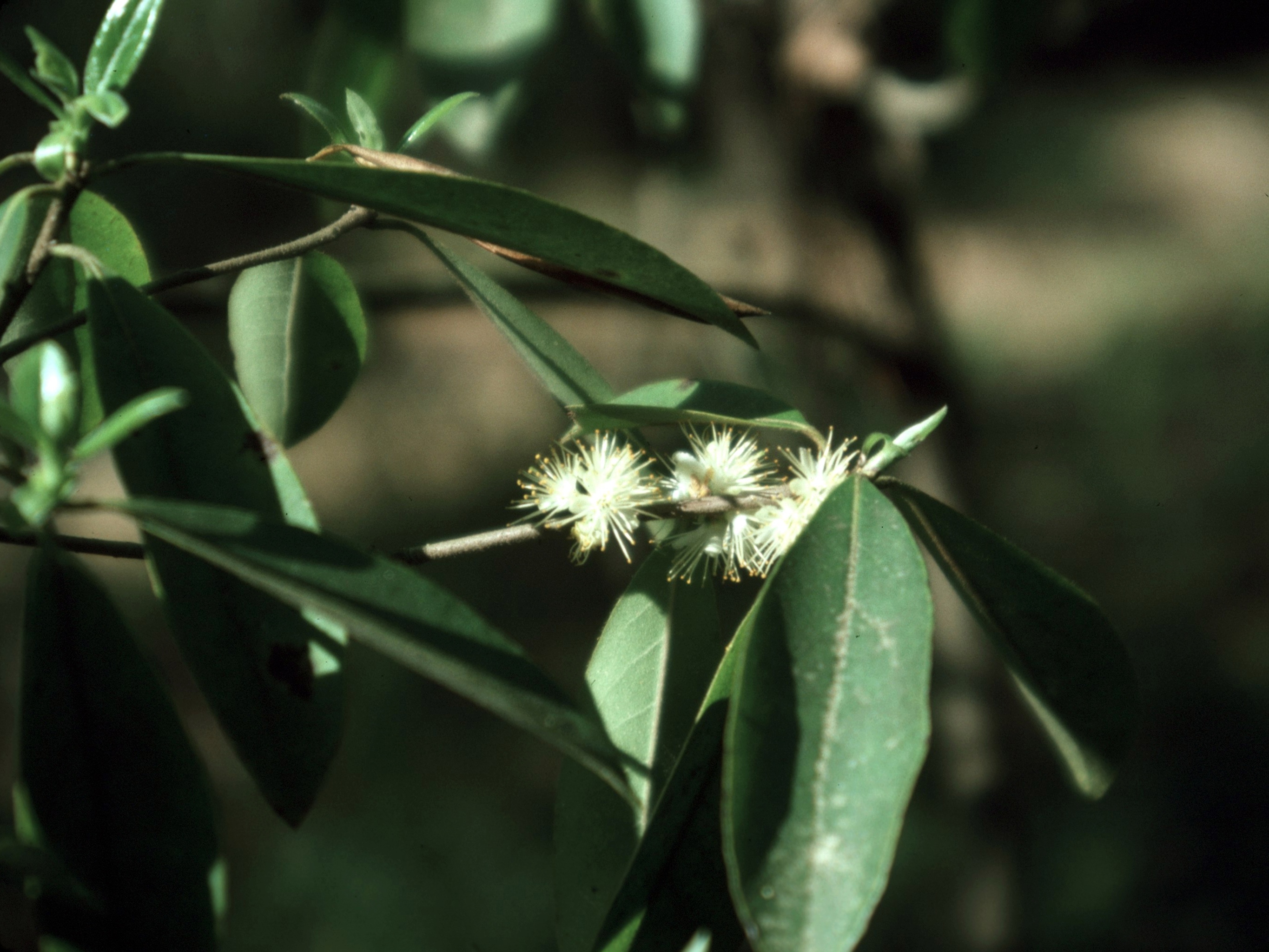